# Matang Drien
Matang Drien is een bestuurslaag in het regentschap Aceh Utara van de provincie Atjeh, Indonesië. Matang Drien telt 1114 inwoners (volkstelling 2010).